# غوي خرابة
غوي خرابة هي قرية في مقاطعة مياندوآب، إيران. يقدر عدد سكانها بـ 46 نسمة بحسب إحصاء 2016.